# الهيئة القومية لمياه الشرب والصرف الصحي (مصر)
الهيئة القومية لمياه الشرب والصرف الصحي هي هيئة حكومية مصرية تابعة لوزارة الإسكان والمرافق والمجتمعات العمرانية، أنشأت بقرار رئيس جمهورية مصر العربية رقم 197 لسنة 1981 نتيجة دمج الهيئة العامة لمياه الشرب والهيئة العامة للمجاري والصرف الصحي، تختص برسم الخطط والسياسات العامة وكذلك إجراء الدراسات وتنفيذ المشروعات الكبرى لأنشطة المياه والصرف الصحي مصر.

## التشريعات المُنظِمة
- قرار رئيس الجمهورية رقم 1636 لسنة 1968 بإنشاء الهيئة العامة لمياه الشرب.[4]
- قرار رئيس الجمهورية رقم 1637 لسنة 1968 بإنشاء الهيئة العامة للمجاري والصرف الصحي.[5]
- قرار رئيس الجمهورية رقم 197 لسنة 1981 بإنشاء الهيئة القومية لمياه الشرب والصرف الصحي.[6]

## المهام
- وضع التصميمات اللازمة لمشروعات مياه الشرب والصرف الصحي في مصر.
- إجراء الدراسات الخاصة بزيادة كفاءة مشروعات المياه والصرف الصحي المختلفة.
- دراسة وتحليل المشاكل التي تعترض تنفيذ مشروعات مياه الشرب والصرف الصحي.
- إجراء الاختبارات الفنية الميكانيكية والهيدروليكية لجميع احتياجات مشروعات الهيئة.
- إتاحة البيانات المتعلقة بمشروعات مياه الشرب والصرف الصحي على مستوى الدولة.

## وصلات خارجية
- الموقع الرسمي للهيئة.